# Jekaterina Gnidenko
Jekaterina Gnidenko (Russisch: Екатерина Валерьевна Гниденко; 11 december 1992) is een Russisch baanwielrenster, gespecialiseerd in de teamsprint, 500 m tijdrit, Keirin en sprint. Ze behaalde in 2012 een tweede plaats op de keirin tijdens de Wereldkampioenschappen baanwielrennen. 
Gnidenko nam deel aan de Olympische Zomerspelen van 2012 in Londen. Ze behaalde hier een achtste plaats op keirin en een zestiende plaats op de sprint. In 2016 werd Gnidenko voorlopig geschorst, omdat ze bij een hertest van de Olympische Spelen van 2012 alsnog positief is bevonden op anabole steroïden. 

## Belangrijkste resultaten

### Elite
| Jaar        | RK                          | EK                                 | WK                  | Overig              |
| Als junior  | Als junior                  | Als junior                         | Als junior          | Als junior          |
| ----------- | --------------------------- | ---------------------------------- | ------------------- | ------------------- |
| 2009        |                             |                                    | keirin · teamsprint |                     |
| 2010        |                             | sprint · teamsprint · 500m tijdrit | keirin · teamsprint |                     |
| Als belofte |                             |                                    |                     |                     |
| 2011        |                             | teamsprint · keirin                |                     |                     |
| 2012        |                             |                                    |                     |                     |
| 2013        |                             | teamsprint                         |                     |                     |
| Als elite   |                             |                                    |                     |                     |
| 2011        | sprint, teamsprint          |                                    |                     |                     |
| 2012        |                             |                                    | keirin              |                     |
| 2013        | keirin, sprint · teamsprint |                                    |                     |                     |
| 2014        |                             |                                    |                     |                     |
| 2015        |                             | keirin                             |                     | WB Cali: Teamsprint |
| 2016        |                             |                                    |                     |                     |
| 2017        |                             |                                    |                     |                     |
| 2018        | teamsprint, sprint          |                                    |                     |                     |
| 2019        | teamsprint, sprint · keirin |                                    |                     |                     |

1. ↑  Turk en Russin geschorst na doping op Spelen van Londen